# Bạc hà Âu
Bạc hà Âu, (danh pháp khoa học: Mentha piperita) là một loại cây thuộc họ Lamiaceae, được L. mô tả khoa học đầu tiên năm 1753.. Đây là một loại cây thân thảo sống lâu năm, toàn cây có mùi thơm hắc vì có chứa tinh dầu menthol. Theo các công trình nghiên cứu của Brike và Camus thì Bạc hà âu là một loại cây lai tự nhiên giữa Mentha aquatica và Mentha spicata ở thể lai thứ ba vì một trong bố mẹ cũng là dạng lai giữa hai loại Mentha silvestris, Mentha longifolia và loài Mentha rotundifolia. Cây này thường mọc hoang trong tự nhiên với các loài cây bố mẹ của chúng ở Trung và Nam châu Âu. Chúng lan tỏa và sinh sản vô tính bằng rễ do nó không sinh sản hữu tính bằng hạt.

## Mô tả
Cây cỏ sống nhiều năm, thường lụi vào mùa đông. Thân vuông, mọc đứng hay mọc bò, cao 30–50 cm, có khi lên đến 1 m, có rễ mọc ra từ các đốt. Lá mọc đối, hình trứng, mép khía răng, dài 4–9 cm và rộng 1,5–4 cm, xanh đậm có lông cả hai mặt. Hoa nhỏ màu trắng hay tím hồng, tụ tập ở kẽ lá, tràng hình môi. Toàn cây có tinh dầu mùi thơm. Loài Mentha piperita L. và một số giống khác thuộc loài Mentha arvensis L. được nhập trồng ở Việt Nam.

## Thành phần hóa học
Toàn cây chứa tinh dầu trong có l-menthol (65-85%), menthyl acetate, l-menthone, alpha-pinene, l-limonene.

## Sử dụng
Bạc hà âu có ứng dụng tương tự bạc hà, có chứa nhiều chất menthol và thường được làm chất tạo gia vị trong trà bạc hà, kem lạnh, kẹo, kẹo cao su và kem đánh răng. Dầu bạc hà cũng được trộn vào xà phòng tắm, dầu gội đầu.
Tinh dầu bạc hà được dùng chữa chứng đau nửa đầu, điều trị sốt, và các bệnh về da.

### Tác dụng thảo dược
Các loài Bạc hà được xem là thảo dược xưa nhất thế giới, với những bằng chứng khảo cổ cho thấy nó đã được sử dụng làm thuốc khoảng 10.000 năm về trước. Bạc hà kích thích giúp tiêu hóa làm cho ăn dễ tiêu, chữa đau bụng đi ngoài, sát trùng mạnh, chữa cảm sốt, nhức đầu, ngạt mũi. Dưới đây là một số bài thuốc tiêu biểu:
- Chữa cảm sốt: dùng lá hay cả cây tươi (10-20 g) cho vào 100 ml nước sôi, đậy kín, hãm 10 phút, lấy hơi để xông, lấy nước uống nóng, sau đó đắp chăn kín cho ra mồ hôi rồi lau sạch.
- Chữa chảy máu cam: 10 g bạc hà tươi giã nhỏ, vắt lấy nước thấm bông gòn rồi cho vào hai lỗ mũi.
- Chữa tưa lưỡi trẻ em: rửa sạch lá bạc hà, cuộn vào đầu ngón tay, rà lên lưỡi vài lần trước khi cho bú.
- Chữa ong, kiến đốt: 10 g bạc hà tươi, giã dập với vài hạt muối ăn, đắp lên chỗ bị đốt.
- Chữa đầy bụng, đau bụng: lá bạc hà khô (50 g), tinh dầu bạc hà (50 g), rượu nặng 90 độ (1000 ml). Mỗi ngày uống nhiều lần, mỗi lẫn 5-10 giọt cho vào nước nóng để uống.

## Hình ảnh

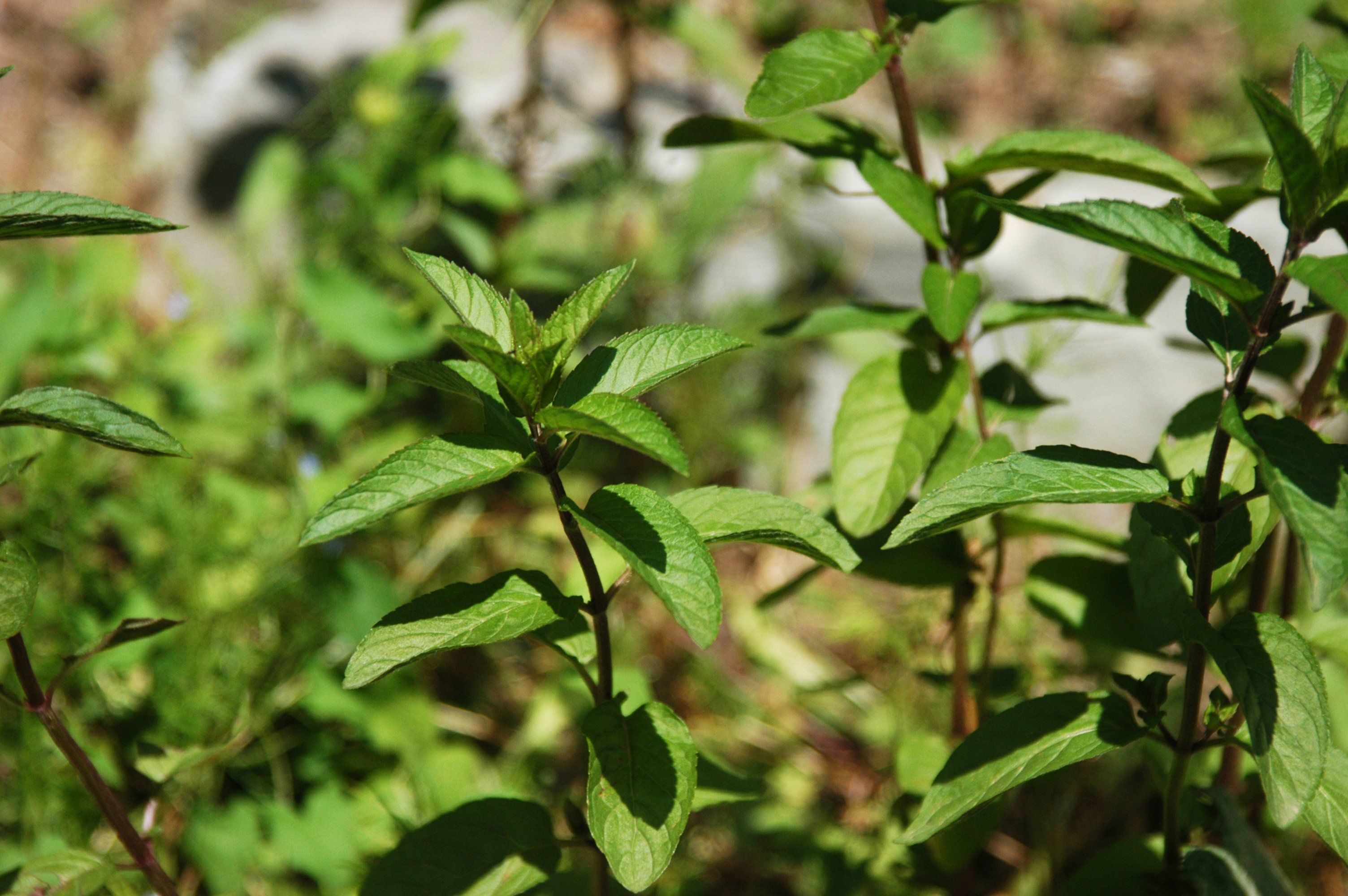
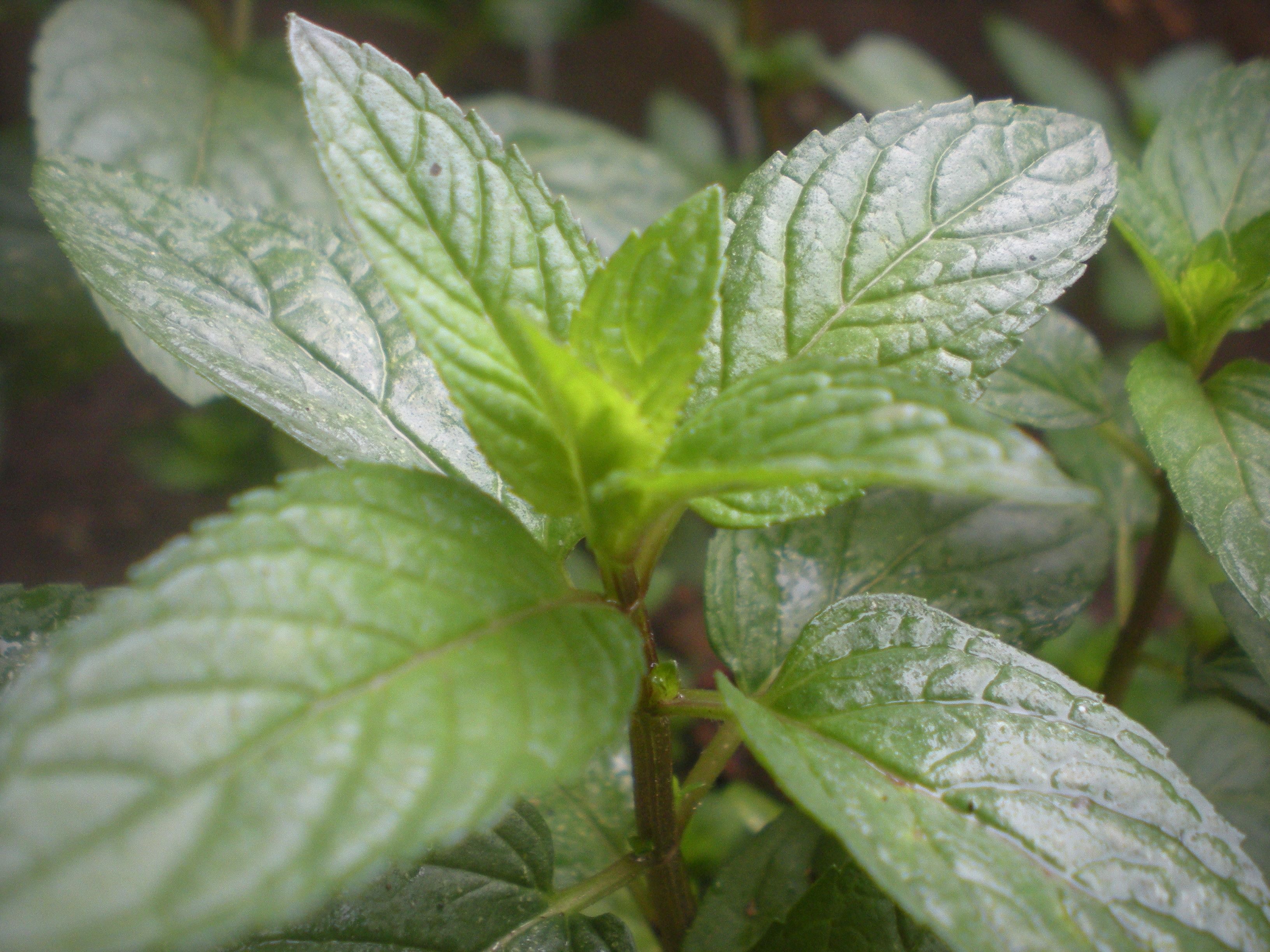
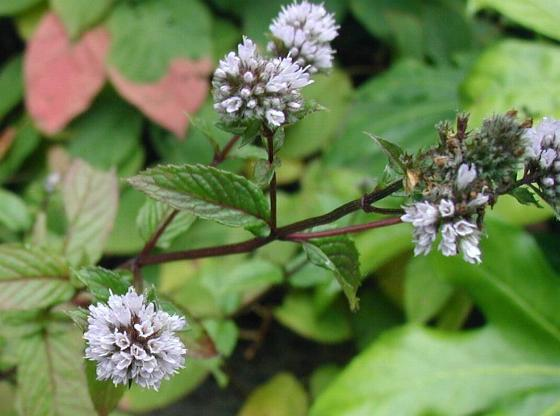
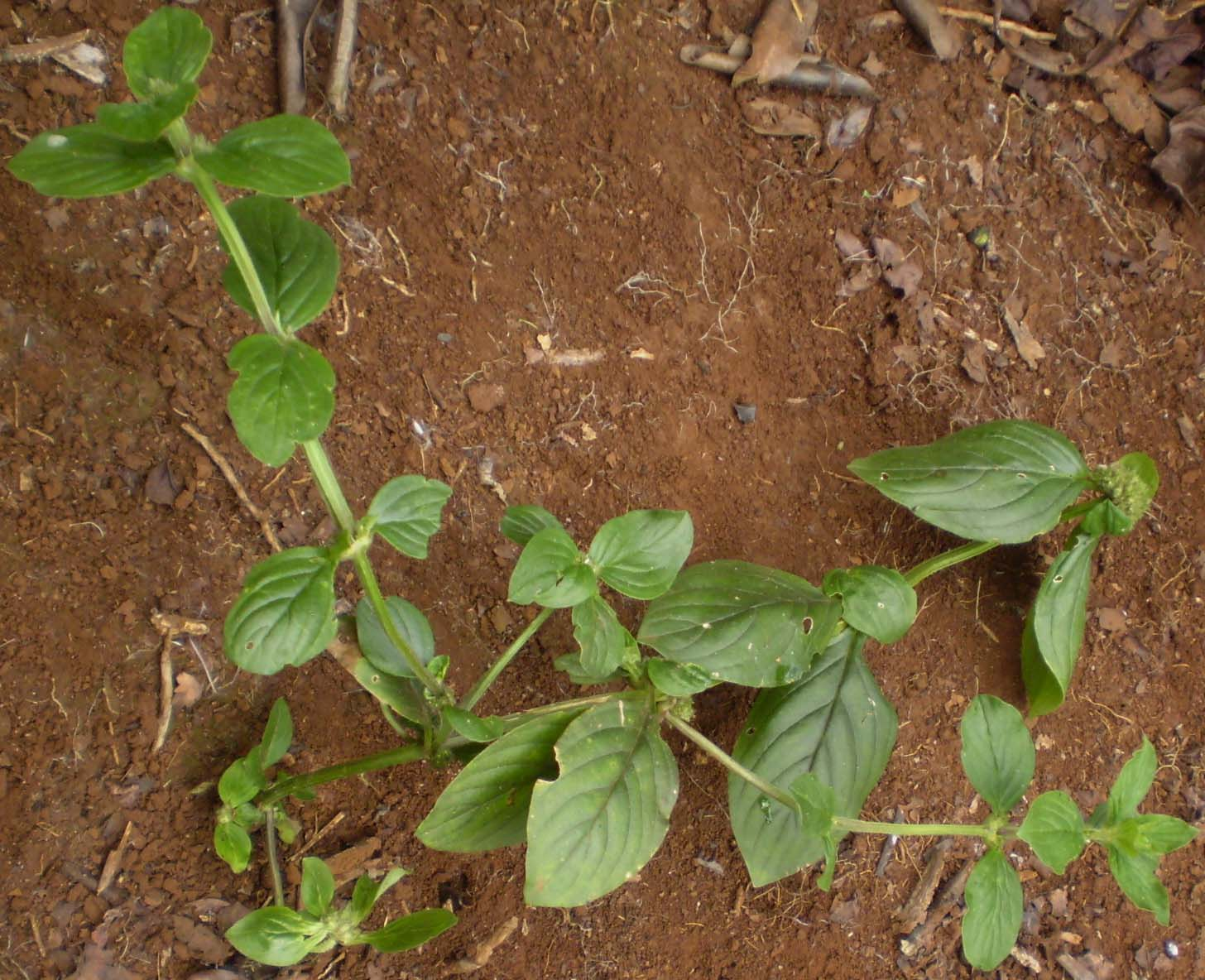
Cây Bạc hà ở Cư Kuin, Đắk Lắk.
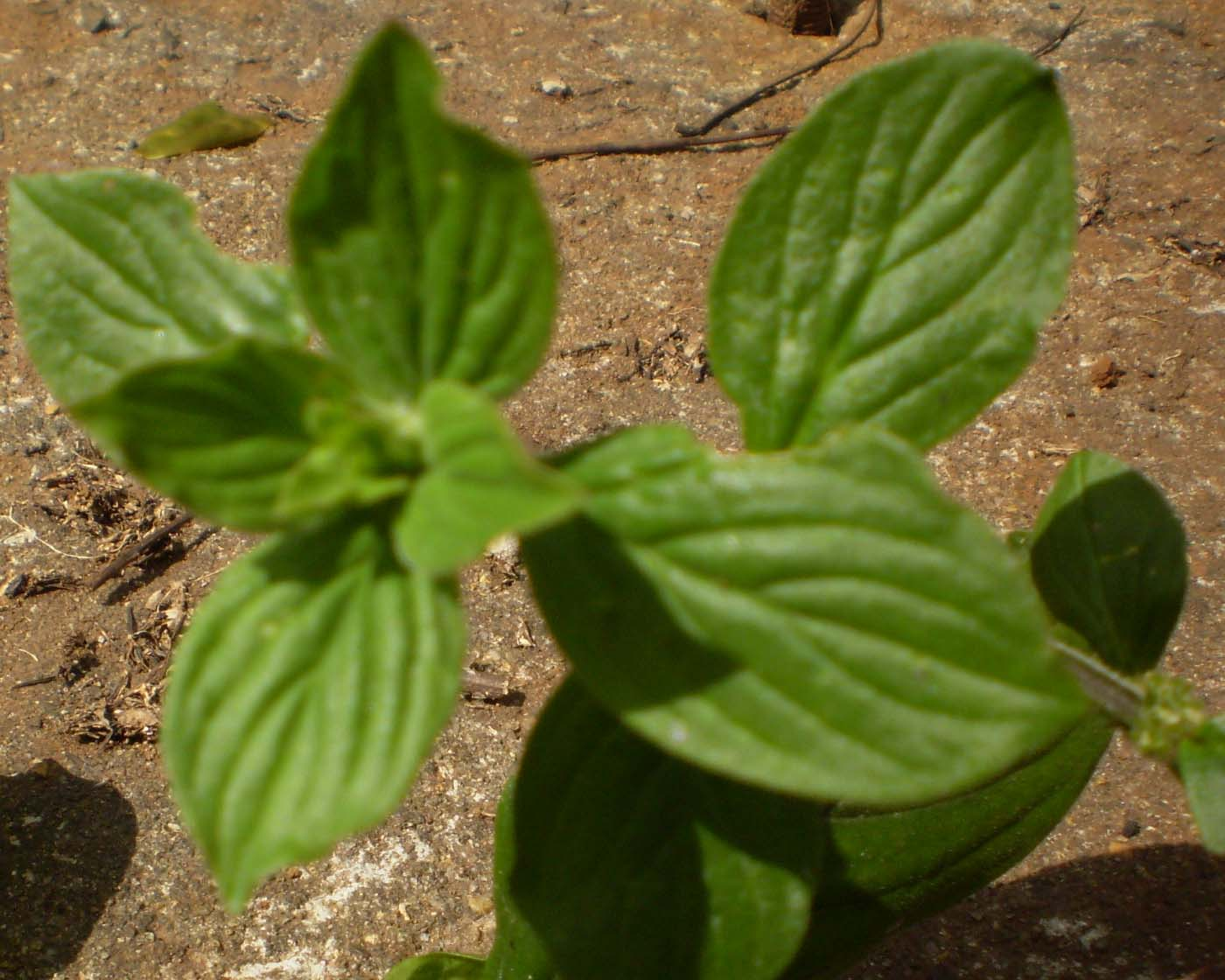
Lá Bạc hà.
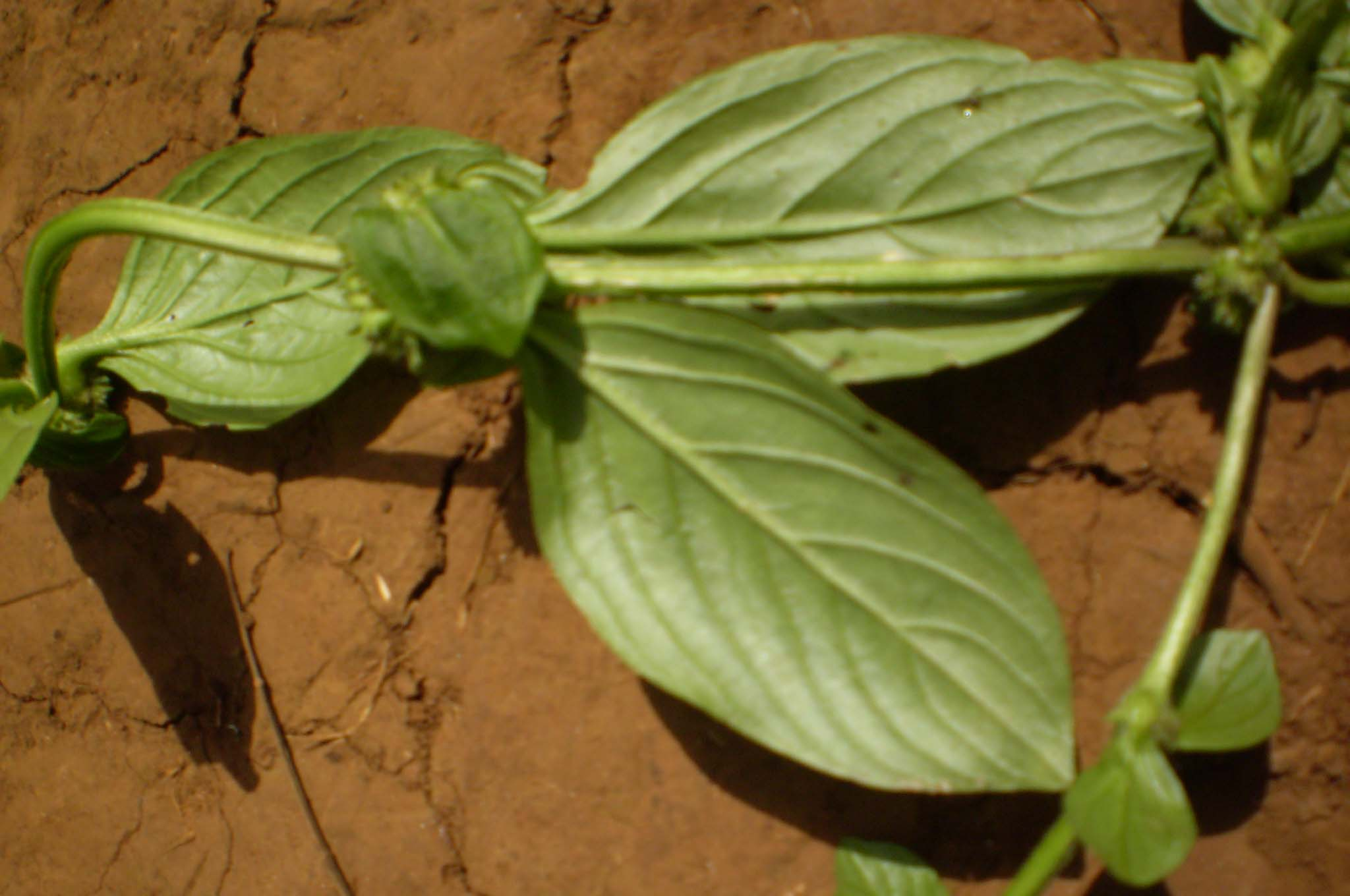
Thân cây cạnh vuông thân trong gỗ.
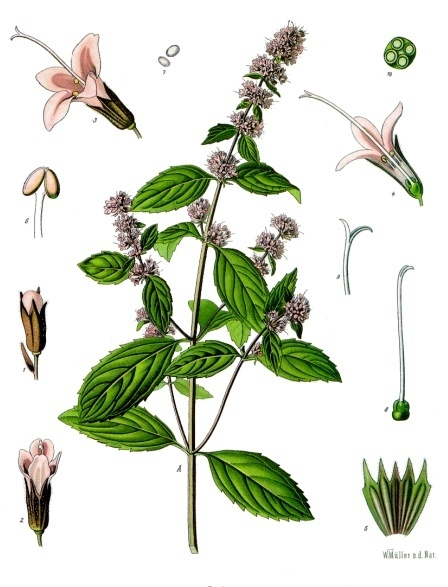
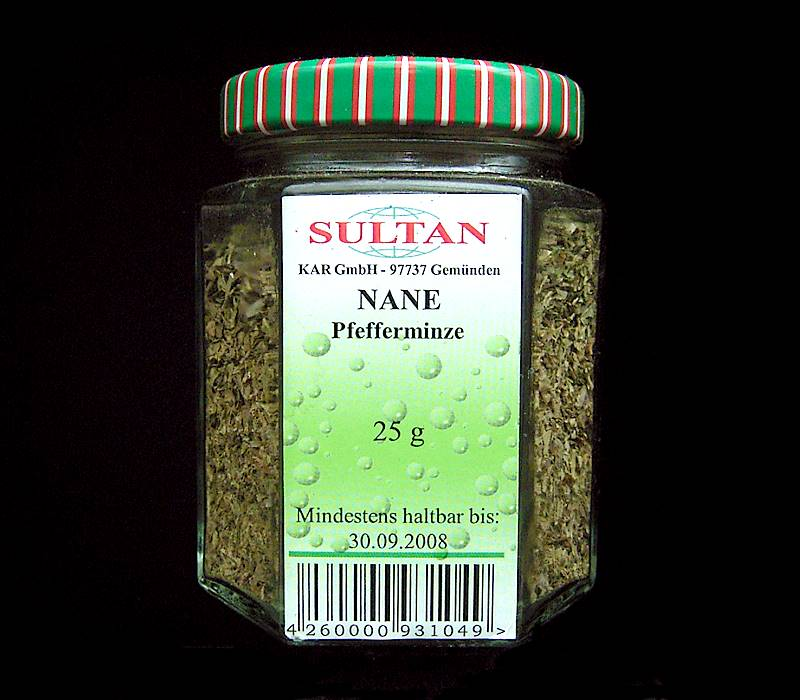
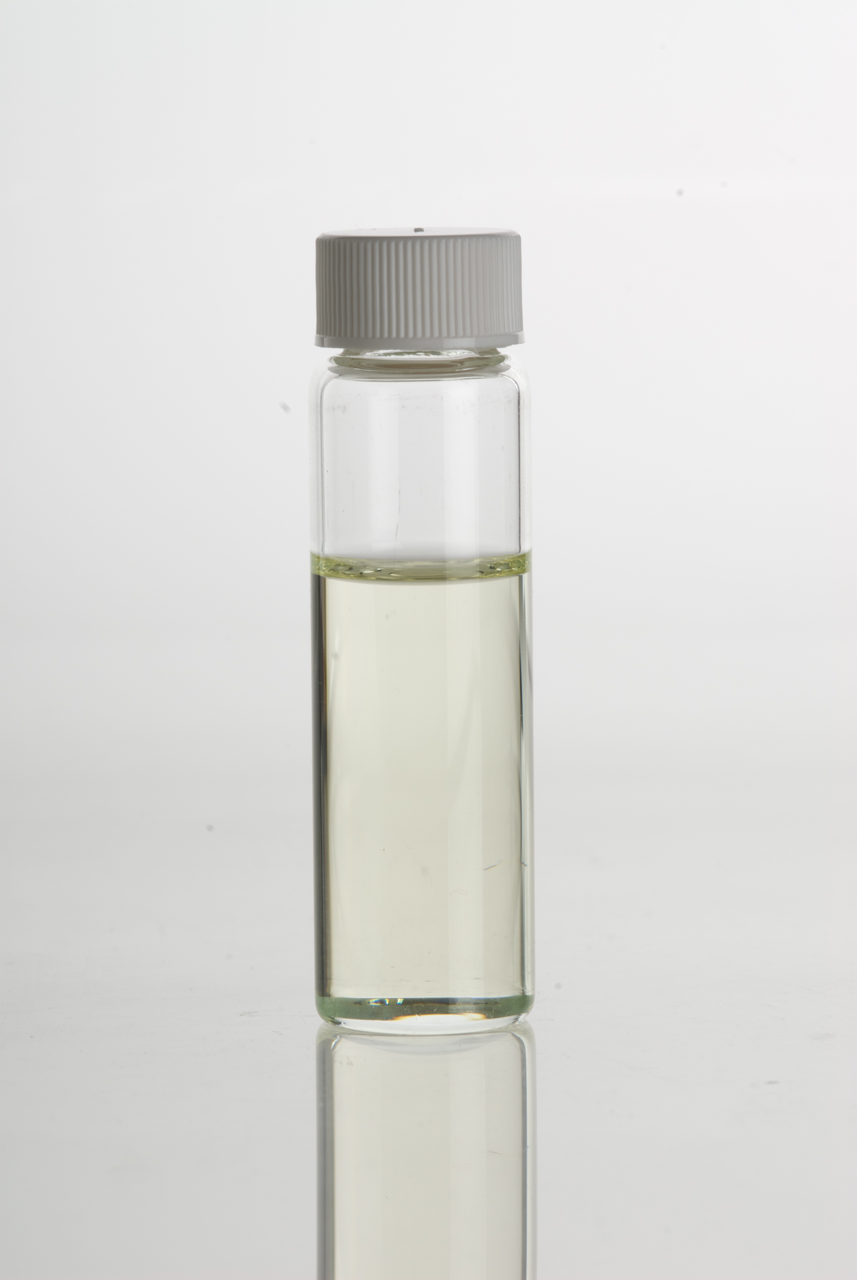
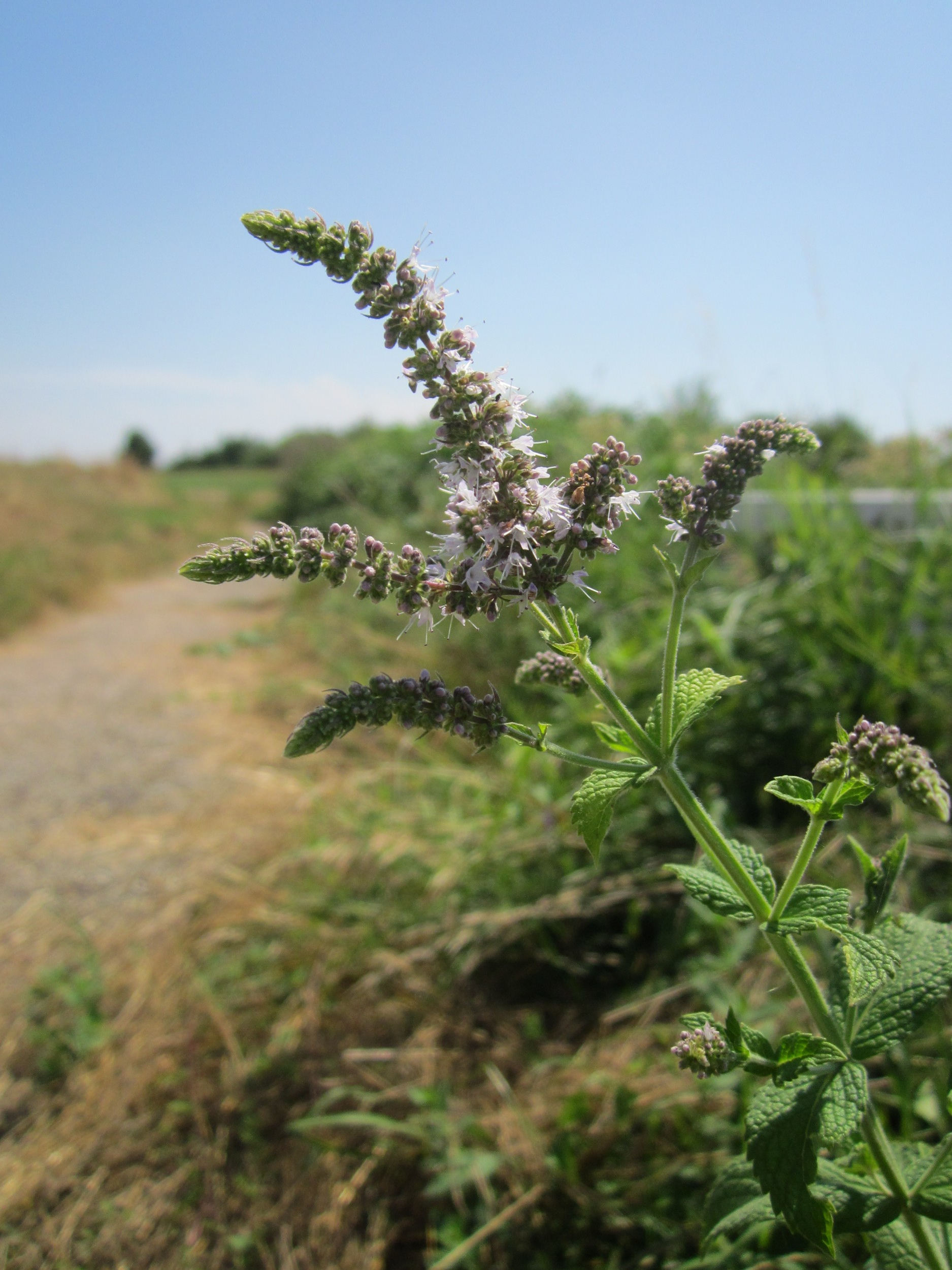